# Dejotar II Filadelf
Dejotar II Filadelf (celt.: Deiotarix; gr.: Δηϊοταρος Φιλάδελφος, Dēïotaros Philádelphos) (ur. ok. 105, zm. 6 p.n.e.) – król Paflagonii od 36 p.n.e. do swej śmierci, król Małej Armenii w latach 36-33 p.n.e. Syn Kastora, króla Paflagonii, Galacji i Małej Armenii.
W r. 36 p.n.e. Marek Antoniusz, triumwir rzymski, po śmierci Kastora, dokonał reorganizacji jego państwa. Postanowił przekazać tron Galacji, z pominięciem syna Dejotara II, na rzecz Amyntasa. Natomiast Paflagonię i Małą Armenię przekazał Dejotarowi II. Ten rządził Małą Armenią do r. 33 p.n.e., kiedy to ją utracił na rzecz Marka Antoniusza Polemona (I) Pytodorosa, króla Pontu i Bosporu. Odebrał mu ją Rzymianin Marek Antoniusz. Dejotarowi II pozostała tylko Paflagonia,. Dopuścił do rządów siostrę Adobogionę i syna Dejotara Filopatora. Ten współrządził z ojcem w latach 36-27 p.n.e.
Dejotar II postanowił przejść na stronę Oktawiana, przyszłego cesarza rzymskiego. Opuścił bowiem stronnictwo Antoniusza przed bitwą pod Akcjum w 31 r. Zwycięski Oktawian pozwolił mu zachować władzę w Paflagonii. Dejotar II rządził królestwem do swej śmierci w r. 6 p.n.e. Rzymianie, po jego śmierci, dokonali aneksji Paflagonii do swego państwa. Włączyli ją do istniejącej rzymskiej prowincji Galacja.